# سوسن حاجی‌پور
سوسن حاجی‌پور (زاده ۶ مهرماه ۱۳۶۹ بابل)، عضو تیم ملی تکواندو ایران است که در بازیهای آسیایی ۲۰۱۰ گوانگژو و بازیهای آسیایی ۲۰۱۴ اینچئون موفق به کسب نشان برنز بازی‌ها شد. همچنین با کسب مدال طلای وزن سوم مسابقات گزینشی المپیک در تایلند، جواز حضور در رقابت‌های المپیک لندن را نیز کسب کرد.وی همچنین (از قول پدرش)تکواندو را از پدرش که مربی تکواندو در شهر بابل می باشد آموخته است.